# Polygonia zephyrus
Polygonia zephyrus is een vlinder uit de familie Nymphalidae. De wetenschappelijke naam van de soort is, als Grapta zephyrus, in 1870 voor het eerst geldig gepubliceerd door William Henry Edwards.